# Consell comunal de Pétange
El consell comunal de Pétange (francès: Conseil communal de Sanem) és el consell local de la comuna de Pétange, al sud-oest de Luxemburg.
És constituït per quinze membres, escollits cada sis anys mitjançant representació proporcional. Les darreres eleccions es van realitzar el 9 d'octubre de 2005, va donar lloc a una victòria entre del Partit Popular Social Cristià (CSV). Al collège échevinal, va formar coalició amb el Partit Democràtic, sota el lideratge de l'alcalde Pierre Mellina del CSV.
| Partit                                                          | Partit                                     | Escons | Regidors |
| --------------------------------------------------------------- | ------------------------------------------ | ------ | --- |
|                                                                 | Partit Popular Social Cristià (CSV)        | 7      | Camille Bosseler, Roland Breyer, Raymond Conter-Klein, Carlo Gira, Pierre Mellina, John Polfer, Romain Rosenfeld |
|                                                                 | Partit Socialista dels Treballadors (LSAP) | 6      | Guy Brecht, Lily Gansen, Roger Klein, Jeannot Linden, Albert Muller, Norbert Pierre                              |
|                                                                 | Partit Democràtic (DP)                     | 1      | Gilbert Welter                                                                                                   |
|                                                                 | Els Verds                                  | 1      | Romain Becker |
| Font:Le Conseil communal Arxivat 2015-12-22 a Wayback Machine.> |                                            |        | |